# Csíkmindszent
Csíkmindszent (románul Misentea) falu Romániában, Hargita megyében. Közigazgatásilag Csíkszentlélekhez tartozik.

## Fekvése
Csíkszeredától 8 km-re délkeletre, a Nagyrét-patak völgyében fekszik.

## Története
1332-ben Omnes Sancti néven említik először. A szétszórt telepítésű falu már az Árpád-korban létezett, ekkor román stílusú temploma is volt, melynek mára csak szentélye maradt fenn, 1433-ban búcsúengedélyt kapott, 1661-ben a török felégette, teteje leégett. Ekkor a falu lakosainak fele veszett oda. 1719-ben pestisjárvány sújtotta.
Érdekesség, hogy a falu részei bibliai neveket viselnek, melyet annak tulajdonítanak, hogy a 19. században a falu plébánosa az ősi székely nevek helyett így jelölte meg falu tízeseit. 
Iskolája 1590-ben már működött. 1910-ben 1190 magyar lakosa volt. A trianoni békeszerződésig Csík vármegye Felcsíki járásához tartozott. 1992-ben 1209 lakosa 3 román kivételével mind magyar volt.

## Látnivalók
Árpád-kori templomát a 15. században gótikus stílusban átépítették. A sekrestye külső falán 1230-as évszám van bevésve.
Mai hajója és tornya 1799 és 1815 között épült.

## Híres emberek
- Itt született 1746-ban Mártonffi József tanár, költő, író, 1799-től erdélyi püspök.
- Itt született 1760-ban Gergelyffi András orvos, botanikus.
- Itt született 1873-ban Nagy István festőművész, szülőházán emléktábla áll.

## Testvértelepülések
- Fülöpjakab, Magyarország
- Mindszent, Magyarország

## További információk

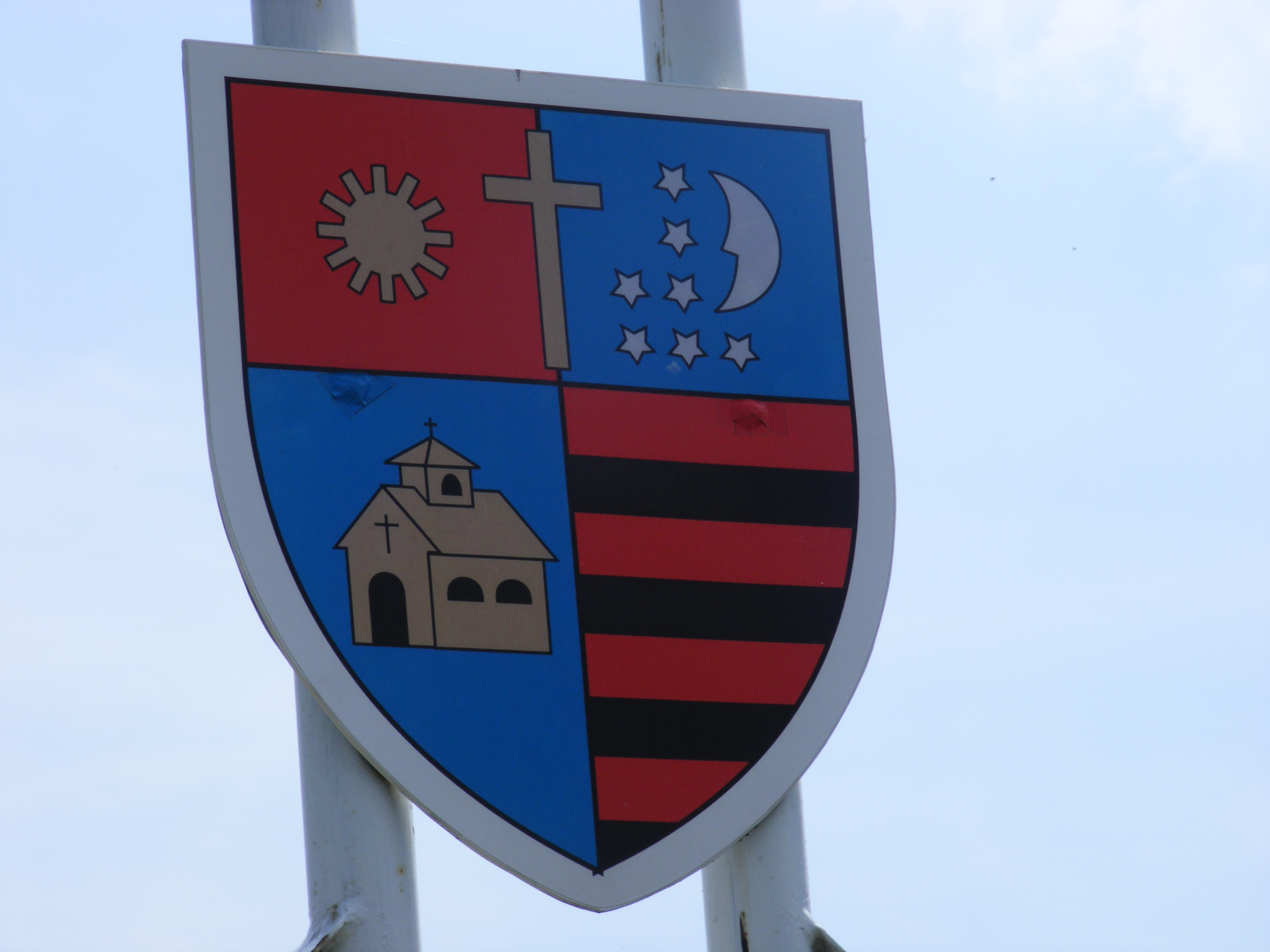
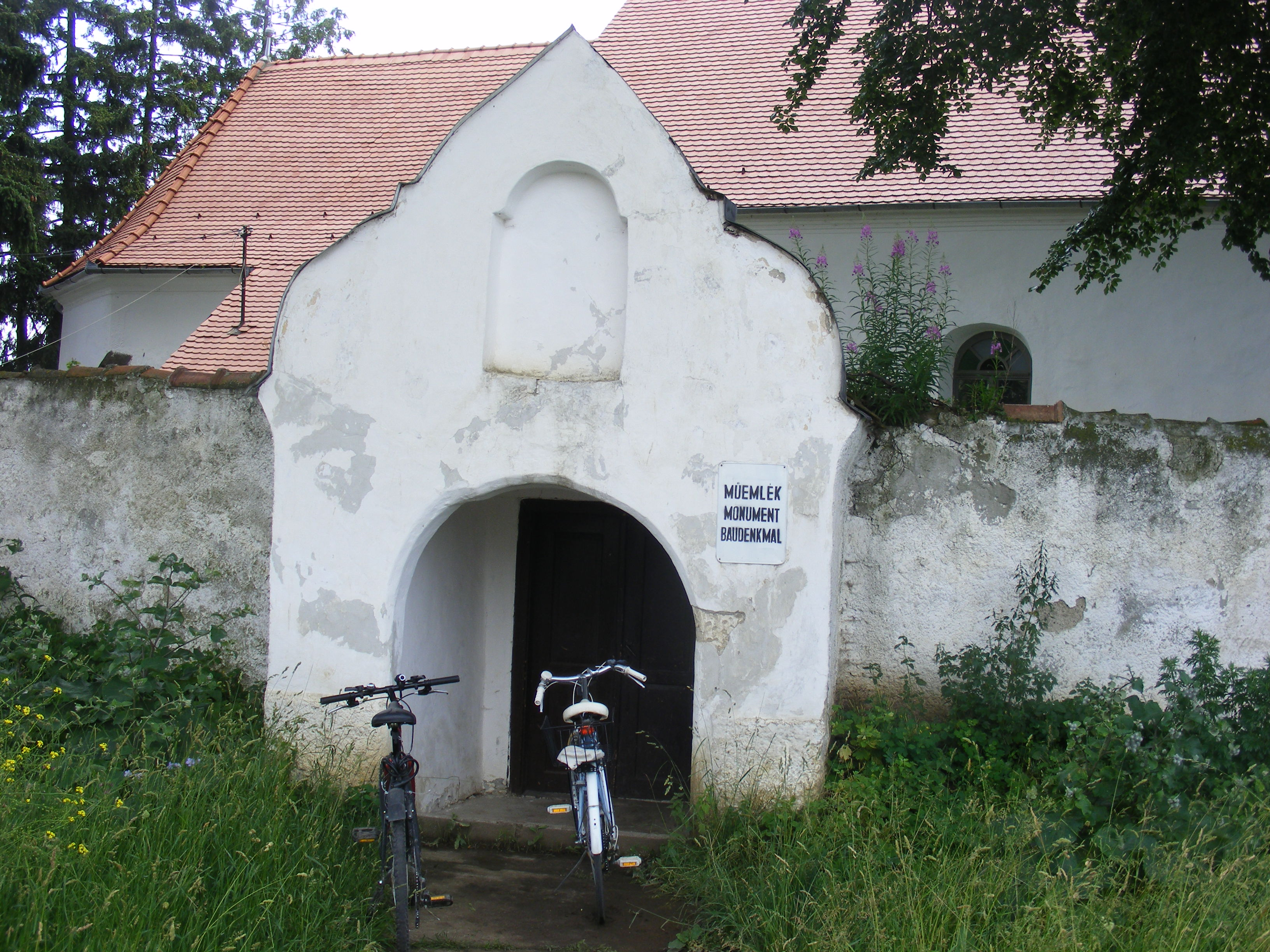